# شموئيل يفين
شموئيل يفين (بالعبرية שמואל ייבין) (28 فبراير 1982 - 2 سبتمبر 1896) عالم آثار إسرائيلي. والمدير الأول لهيئة آثار إسرائيل. 
حصل على جائزة إسرائيل في الدراسات اليهودية في عام 1968. 

## النشأة والتعليم

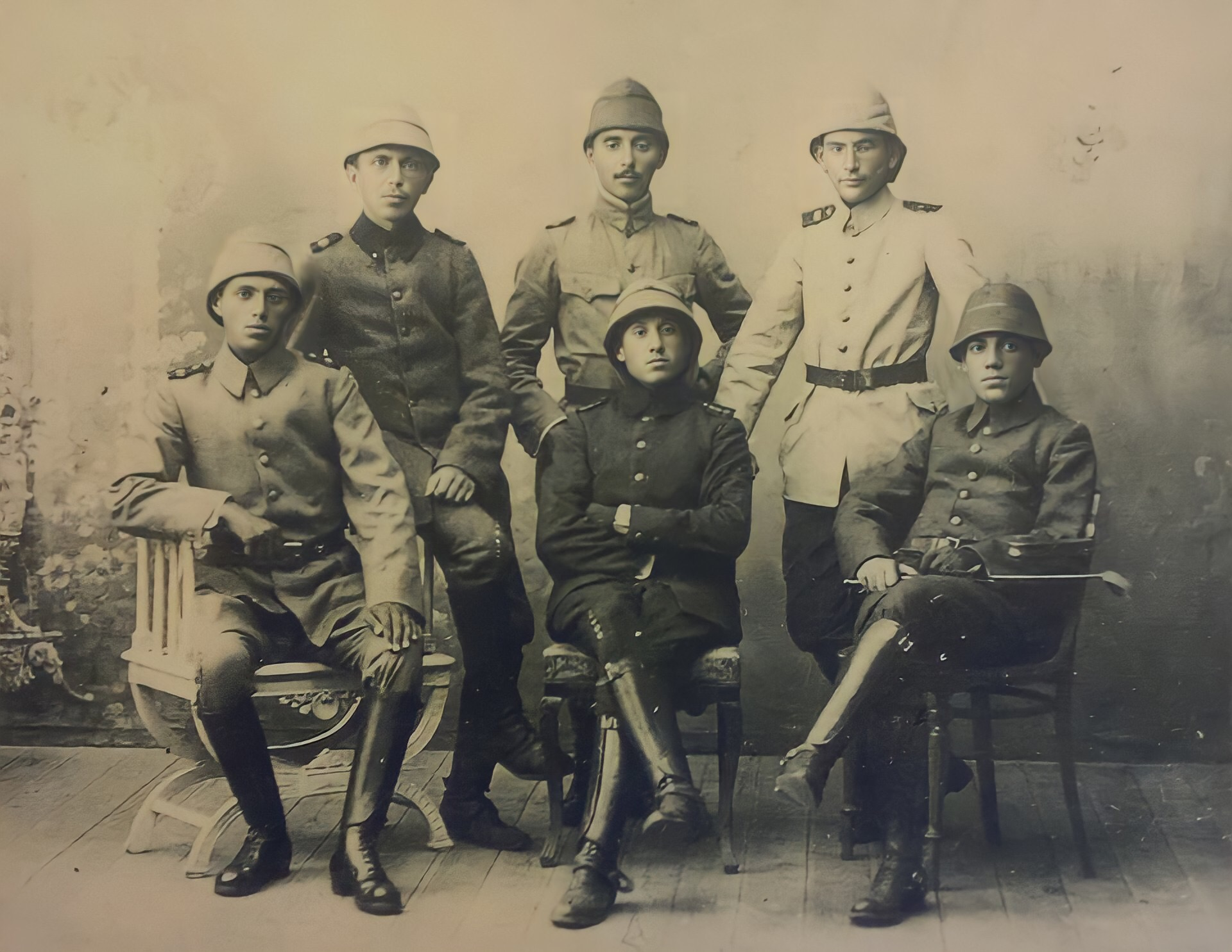
خريجو ثانوية هرتسليا بالزي الرسمي في القسطنطينية، 1916. والواقفون هم: دوف هوز، موشيه شاريت، وشموئيل يفين. والجالسون هم: دافيد بيت هالاخمي وأفشالوم غيسين وموشيه غفيرتزمان.

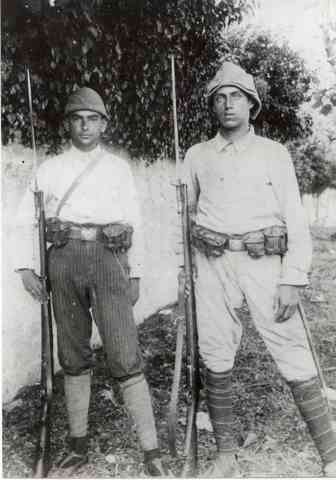
ييفين ودافيد بيت هالاخمي في عام 1916.

وُلِد شموئيل يفين في 2 سبتمبر 1896 في أوديسا، والتي كانت منطقة استيطان يهودي في الإمبراطورية الروسية. والده نيسان ييفين سليل الحاخام ياكوف يوزف بن يهودا والدته إستير يفين والتي كانت ناشطة في مجال حقوق المرأة وعضو المجلس القومي اليهودي وجمعية النواب. 
بعد مذبحة أوديسا عام 1905، انضمت إستير وأطفالها إلى علية الثانية (موجة الهجرة اليهودية الثانية إلى فلسطين) وهاجروا إلى فلسطين التي كانت جزءًا من الإمبراطورية العثمانية.  انضم إليهم والدهم في عام 1908، حيث اشترى مزرعة في غديرا.  انتقلت العائلة فيما بعد إلى تل أبيب، حيث درس شموئيل في ثانوية هرتسليا العبرية.. 
بعد تخرجه من هرتسليا عام 1914، جند في الجيش العثماني للقتال في الحرب العالمية الأولى، وعمل كضابط حتى نهاية الحرب عام 1918. 
حصل على درجات أكاديمية في علم المصريات وعلم فقه اللغة السامية  ودرس علم الآثار على يد السير فلندرز بيتري في كلية لندن الجامعية. 

## مهنة علم الآثار
في فلسطين تحت الانتداب، كان ييفين عضوًا نشطًا في الجمعية اليهودية لاستكشاف فلسطين، وشغل منصب رئيسها بين عامي 1944 و 1946. 
وأثناء حديثه في اجتماع للجمعية في تل أبيب في عام 1934، احتفل بـ«اكتشاف فلسطين العبرية» على يد علماء الآثار في الحفريات في تل بيت مرسم وتل مجيدو وتل لاخيش في العقد الماضي.  لاحقًا شارك في أول مؤتمر بعنوان «يديعات هآرتس» («معرفة الأرض»)، الذي نظمته الجمعية في القدس عام 1943، والذي دعا إلى توسيع المتاحف الإقليمية لتثقيف المستوطنين اليهود حول آثار البلد.  كما شارك في الحفريات في الأقصر (1924)، وبيت شين (1924-1928)، وسلوقية (1929-1937) وكان المدير المشارك مع ج. كروس ماركيه، لأعمال التنقيب في منطقة «آي» عام 1933. 
بعد إنشاء دولة إسرائيل في عام 1948، تم تعيين ييفين كأول مدير لدائرة الآثار والمتاحف التابعة لها، والتي خلفت دائرة الآثار في فلسطين الانتدابية والتي تُعرف الآن باسم هيئة آثار إسرائيل. وشغل هذا المنصب حتى عام 1961. 
حصل على جائزة بياليك للفكر اليهودي عام 1955  وجائزة إسرائيل عام 1968.

## منشورات مختارة
- 1939، (تاريخ الكتابة العبرية)
- 1946 (حرب بار كوخبا)
- 1955، (آثار إسرائيل)، وشارك في تأليفه ميخائيل أفي يوناه.